# Tour de Poggio
La tour de Poggio (en corse : Torra di Poghju) est une tour génoise en ruines située dans la commune d'Ersa, dans le département français de la Haute-Corse. 